# James Tiptree jr.

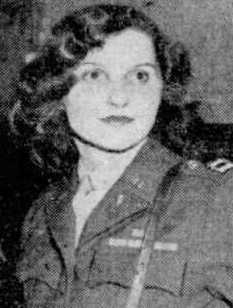
James Tiptree Jr

James Tiptree, Jr (Chicago, 24 augustus 1915 – Maclean, Virginia, 19 mei 1987) was het pseudoniem van de Amerikaanse sciencefictionschrijfster Alice Hastings Bradley Sheldon. Ze gebruikte later ook de naam Raccoona Sheldon. 

## Levensloop
De moeder van Tiptree, Mary Hastings Bradley, was een geografe en schrijfster van 35 reisboeken en een kinderboek met Alice in de hoofdrol. Haar vader was jurist en wereldreiziger. 
Tiptree besteedde een groot gedeelte van haar jeugd in Afrika en India. Tot de Tweede Wereldoorlog werkte ze als grafisch artieste, schilderes en kunstcritica. Van 1942 tot 1946 werkte ze bij de inlichtingendienst van de Army Air Corps, waar ze de rang van majoor bereikte. Hier ontmoette ze haar tweede man, Huntington Sheldon. Zij werden in 1952 gevraagd om te gaan werken bij de pas opgerichte CIA. Tiptree wilde gaan studeren en verliet de CIA in 1955. Ze promoveerde in experimentele psychologie in 1967.
Daarna ging ze schrijven onder het pseudoniem James Tiptree, Jr. Ze koos de naam (van een pot marmelade), omdat ze er genoeg van had altijd de eerste vrouw in een beroep te zijn. Als men haar vroeg om biografische details, dan verschafte ze die zonder vermelding van geslacht. Ze correspondeerde met redacteuren via een postbus. Tot aan 1977 werd door iedereen aangenomen dat ze een man was.
Tiptree kreeg Nebula Award voor haar kort verhaal Love is the Plan the Plan is Death (1973). Tiptree won de Hugo Award voor haar novellen The Girl Who Was Plugged In (1974) en Houston, Houston, Do You Read? (1977), waarmee ze ook haar tweede Nebula Award won. Ze behaalde nog een derde voor de novelette The Screwfly Solution (1977), geschreven onder de naam Raccoona Sheldon. In 1987 kreeg haar verzamelbundel Tales of the Quintana Roo de World Fantasy Award. Ook de Locus Award werd aan haar toegekend: in 1984 voor het korte verhaal  Beyond the Dead Reef en in 1986 voor de novelle  The Only Neat Thing to Do.
Toen haar 84-jarige man blind en bedlegerig was geworden, vervulde ze een jaren daarvoor gedane belofte. Ze schoot hem dood en pleegde zelfmoord. Ze werden hand in hand op zijn bed gevonden.
Omdat Sheldon de denkbeeldige barrière tussen schrijven door vrouwen en door mannen doorbrak, is de James Tiptree, Jr. Award aan haar opgedragen. De prijs wordt sinds 1991 elk jaar uitgereikt aan een sciencefiction- of fantasy-werk dat ons begrip van geslacht onderzoekt of uitbreidt.

### Romans
- The Girl Who Was Plugged In (1973)
- Up the Walls of the World (1978)
- Brightness Falls from the Air (1985)
- The Starry Rift (1986)

### Verzamelbundels
- Warm Worlds and Otherwise (1975)
- Star Song Of An Old Primate (1978)
- Ten Thousand Light-Years From Home (1978) nl:10.000 Lichjaar van Huis
- Out Of The Everywhere, And Other Extraordinary Visions (1981)
- Byte Beautiful: 8 Science Fiction Stories (1985)
- The Starry Rift (1986)
- Tales of the Quintana Roo (1986)
- Crown of Stars (1988)

## Biografie
- James Tiptree, Jr: The Double Life of Alice B. Sheldon, by Julie Phillips (New York: St Martin's Press, 2006) ISBN 0-312-20385-3